# Lopidea lateralis
Lopidea lateralis är en insektsart som beskrevs av Knight 1918. Lopidea lateralis ingår i släktet Lopidea och familjen ängsskinnbaggar. Inga underarter finns listade i Catalogue of Life.